# 五色花箋
五色花箋，一種詩箋與書簡箋，又稱“五彩箋”。
晋朝开始创制，唐朝時蜀地大规模製作。北宋謝景初創十色彩箋，称之为“謝公箋”，其色為: 深紅、粉紅、杏紅、明黄、深青、淺青、淺緑、銅緑、淺雲、深緑。后世在安徽宣城、江蘇蘇州諸地製出五色箋，即在刻有畫作之木板上，用金彩印製。書寫时顯富麗堂皇。清代五色花箋上，所印畫作经常是吳昌碩等大家之傑作，而近代以齊白石之繪畫為多。